# Seigō Narazaki
Seigō Narazaki (楢﨑 正剛?, Narazaki Seigō; Kashiba, 15 aprile 1976) è un ex calciatore giapponese, di ruolo portiere.

## Carriera

### Club
Dopo aver militato nella Nara Ikuei High School, nel 1995 approdò in J-League al Yokohama Flügels, debuttando in prima squadra il 16 agosto 1995 contro il Bellmare Hiratsuka.
Nel 1999, anno della fusione tra Yokohama Flügels e Yokohama Marinos, Narazaki fu messo sotto contratto dal Nagoya Grampus.

### Nazionale
Con il Giappone debuttò il 15 febbraio 1998 contro l'Australia.
Ha partecipato alle edizioni 1998, 2002, 2006 e 2010. Vanta ben 77 partite disputate con il Giappone.

## Statistiche

### Cronologia presenze e reti in nazionale
| Cronologia completa delle presenze e delle reti in nazionale ― Giappone | Cronologia completa delle presenze e delle reti in nazionale ― Giappone | Cronologia completa delle presenze e delle reti in nazionale ― Giappone | Cronologia completa delle presenze e delle reti in nazionale ― Giappone | Cronologia completa delle presenze e delle reti in nazionale ― Giappone | Cronologia completa delle presenze e delle reti in nazionale ― Giappone | Cronologia completa delle presenze e delle reti in nazionale ― Giappone | Cronologia completa delle presenze e delle reti in nazionale ― Giappone |
| Data                                                                    | Città                                                                   | In casa                                                                 | Risultato                                                               | Ospiti                                                                  | Competizione                                                            | Reti                                                                    | Note                                                                    |
| ----------------------------------------------------------------------- | ----------------------------------------------------------------------- | ----------------------------------------------------------------------- | ----------------------------------------------------------------------- | ----------------------------------------------------------------------- | ----------------------------------------------------------------------- | ----------------------------------------------------------------------- | ----------------------------------------------------------------------- |
| 15-2-1998                                                               | Adelaide                                                                | Australia                                                               | 0 – 3                                                                   | Giappone                                                                | Amichevole                                                              | -                                                                       |                                                                         |
| 1-3-1998                                                                | Yokohama                                                                | Giappone                                                                | 2 – 1                                                                   | Corea del Sud                                                           | Amichevole                                                              | -1                                                                      |                                                                         |
| 6-6-1999                                                                | Yokohama                                                                | Giappone                                                                | 0 – 0                                                                   | Perù                                                                    | Amichevole                                                              | -                                                                       |                                                                         |
| 29-6-1999                                                               | Asunción                                                                | Perù                                                                    | 3 – 2                                                                   | Giappone                                                                | Coppa America 1999 - 1º turno                                           | -3                                                                      |                                                                         |
| 5-7-1999                                                                | Asunción                                                                | Bolivia                                                                 | 1 – 1                                                                   | Giappone                                                                | Coppa America 1999 - 1º turno                                           | -1                                                                      |                                                                         |
| 5-2-2000                                                                | Hong Kong                                                               | Messico                                                                 | 1 – 0                                                                   | Giappone                                                                | Amichevole                                                              | -1                                                                      |                                                                         |
| 20-2-2000                                                               | Macao                                                                   | Macao                                                                   | 0 – 3                                                                   | Giappone                                                                | Qual. Coppa d'Asia 2000                                                 | -                                                                       |                                                                         |
| 15-3-2000                                                               | Kōbe                                                                    | Giappone                                                                | 0 – 0                                                                   | Cina                                                                    | Amichevole                                                              | -                                                                       | cap.                                                                    |
| 26-4-2000                                                               | Seul                                                                    | Corea del Sud                                                           | 1 – 0                                                                   | Giappone                                                                | Amichevole                                                              | -1                                                                      |                                                                         |
| 4-6-2000                                                                | Casablanca                                                              | Giappone                                                                | 2 – 2 (2 – 4 dtr)                                                       | Francia                                                                 | Amichevole                                                              | -2                                                                      |                                                                         |
| 11-6-2000                                                               | Sendai                                                                  | Giappone                                                                | 1 – 1                                                                   | Slovacchia                                                              | Amichevole                                                              | -1                                                                      |                                                                         |
| 18-6-2000                                                               | Yokohama                                                                | Giappone                                                                | 2 – 0                                                                   | Bolivia                                                                 | Amichevole                                                              | -                                                                       |                                                                         |
| 16-8-2000                                                               | Hiroshima                                                               | Giappone                                                                | 3 – 1                                                                   | Emirati Arabi Uniti                                                     | Amichevole                                                              | -1                                                                      |                                                                         |
| 20-12-2000                                                              | Tokyo                                                                   | Giappone                                                                | 1 – 1                                                                   | Corea del Sud                                                           | Amichevole                                                              | -1                                                                      |                                                                         |
| 24-3-2001                                                               | Saint-Denis                                                             | Francia                                                                 | 5 – 0                                                                   | Giappone                                                                | Amichevole                                                              | -5                                                                      |                                                                         |
| 21-3-2002                                                               | Osaka                                                                   | Giappone                                                                | 1 – 0                                                                   | Ucraina                                                                 | Amichevole                                                              | -                                                                       |                                                                         |
| 17-4-2002                                                               | Yokohama                                                                | Giappone                                                                | 1 – 1                                                                   | Costa Rica                                                              | Amichevole                                                              | -1                                                                      |                                                                         |
| 2-5-2002                                                                | Kōbe                                                                    | Giappone                                                                | 3 – 3                                                                   | Honduras                                                                | Amichevole                                                              | -3                                                                      |                                                                         |
| 25-5-2002                                                               | Göteborg                                                                | Svezia                                                                  | 1 – 1                                                                   | Giappone                                                                | Amichevole                                                              | -1                                                                      |                                                                         |
| 4-6-2002                                                                | Saitama                                                                 | Giappone                                                                | 2 – 2                                                                   | Belgio                                                                  | Mondiali 2002 - 1º turno                                                | -2                                                                      |                                                                         |
| 9-6-2002                                                                | Yokohama                                                                | Giappone                                                                | 1 – 0                                                                   | Russia                                                                  | Mondiali 2002 - 1º turno                                                | -                                                                       |                                                                         |
| 14-6-2002                                                               | Osaka                                                                   | Tunisia                                                                 | 0 – 2                                                                   | Giappone                                                                | Mondiali 2002 - 1º turno                                                | -                                                                       |                                                                         |
| 18-6-2002                                                               | Rifu                                                                    | Giappone                                                                | 0 – 1                                                                   | Turchia                                                                 | Mondiali 2002 - Ottavi di finale                                        | -1                                                                      |                                                                         |
| 16-10-2002                                                              | Kyoto                                                                   | Giappone                                                                | 1 – 1                                                                   | Giamaica                                                                | Amichevole                                                              | -1                                                                      |                                                                         |
| 20-11-2002                                                              | Saitama                                                                 | Giappone                                                                | 0 – 2                                                                   | Argentina                                                               | Amichevole                                                              | -2                                                                      |                                                                         |
| 16-4-2003                                                               | Seul                                                                    | Corea del Sud                                                           | 0 – 1                                                                   | Giappone                                                                | Amichevole                                                              | -                                                                       |                                                                         |
| 31-5-2003                                                               | Tokyo                                                                   | Giappone                                                                | 0 – 1                                                                   | Corea del Sud                                                           | Amichevole                                                              | -1                                                                      |                                                                         |
| 8-6-2003                                                                | Fukuoka                                                                 | Giappone                                                                | 1 – 4                                                                   | Argentina                                                               | Amichevole                                                              | -4                                                                      |                                                                         |
| 11-6-2003                                                               | Saitama                                                                 | Giappone                                                                | 0 – 0                                                                   | Paraguay                                                                | Amichevole                                                              | -                                                                       |                                                                         |
| 18-6-2003                                                               | Saint-Denis                                                             | Nuova Zelanda                                                           | 0 – 3                                                                   | Giappone                                                                | Conf. Cup 2003 - 1º turno                                               | -                                                                       |                                                                         |
| 20-6-2003                                                               | Saint-Étienne                                                           | Francia                                                                 | 2 – 1                                                                   | Giappone                                                                | Conf. Cup 2003 - 1º turno                                               | -2                                                                      |                                                                         |
| 22-6-2003                                                               | Saint-Étienne                                                           | Giappone                                                                | 0 – 1                                                                   | Colombia                                                                | Conf. Cup 2003 - 1º turno                                               | -1                                                                      |                                                                         |
| 8-10-2003                                                               | Tunisi                                                                  | Tunisia                                                                 | 0 – 1                                                                   | Giappone                                                                | Amichevole                                                              | -                                                                       |                                                                         |
| 19-11-2003                                                              | Ōita                                                                    | Giappone                                                                | 0 – 0                                                                   | Camerun                                                                 | Amichevole                                                              | -                                                                       |                                                                         |
| 4-12-2003                                                               | Tokyo                                                                   | Giappone                                                                | 2 – 0                                                                   | Cina                                                                    | Coppa dell'Asia orientale 2003                                          | -                                                                       |                                                                         |
| 7-12-2003                                                               | Saitama                                                                 | Giappone                                                                | 1 – 0                                                                   | Hong Kong                                                               | Coppa dell'Asia orientale 2003                                          | -                                                                       |                                                                         |
| 10-12-2003                                                              | Yokohama                                                                | Giappone                                                                | 0 – 0                                                                   | Corea del Sud                                                           | Coppa dell'Asia orientale 2003                                          | -                                                                       |                                                                         |
| 12-2-2004                                                               | Tokyo                                                                   | Giappone                                                                | 2 – 0                                                                   | Iraq                                                                    | Amichevole                                                              | -                                                                       |                                                                         |
| 18-2-2004                                                               | Saitama                                                                 | Giappone                                                                | 1 – 0                                                                   | Oman                                                                    | Qual. Mondiali 2006                                                     | -                                                                       |                                                                         |
| 31-3-2004                                                               | Singapore                                                               | Singapore                                                               | 1 – 2                                                                   | Giappone                                                                | Qual. Mondiali 2006                                                     | -1                                                                      |                                                                         |
| 25-4-2004                                                               | Zalaegerszeg                                                            | Ungheria                                                                | 3 – 2                                                                   | Giappone                                                                | Amichevole                                                              | -3                                                                      |                                                                         |
| 28-4-2004                                                               | Praga                                                                   | Rep. Ceca                                                               | 0 – 1                                                                   | Giappone                                                                | Amichevole                                                              | -                                                                       |                                                                         |
| 30-5-2004                                                               | Manchester                                                              | Islanda                                                                 | 2 – 3                                                                   | Giappone                                                                | Amichevole                                                              | -2                                                                      |                                                                         |
| 1-6-2004                                                                | Manchester                                                              | Inghilterra                                                             | 1 – 1                                                                   | Giappone                                                                | Amichevole                                                              | -1                                                                      |                                                                         |
| 18-8-2004                                                               | Shizuoka                                                                | Giappone                                                                | 1 – 2                                                                   | Argentina                                                               | Amichevole                                                              | -2                                                                      |                                                                         |
| 16-12-2004                                                              | Yokohama                                                                | Giappone                                                                | 0 – 3                                                                   | Germania                                                                | Amichevole                                                              | -3                                                                      |                                                                         |
| 25-3-2005                                                               | Teheran                                                                 | Iran                                                                    | 2 – 1                                                                   | Giappone                                                                | Qual. Mondiali 2006                                                     | -2                                                                      |                                                                         |
| 30-3-2005                                                               | Saitama                                                                 | Giappone                                                                | 1 – 0                                                                   | Bahrein                                                                 | Qual. Mondiali 2006                                                     | -                                                                       |                                                                         |
| 3-8-2005                                                                | Daejeon                                                                 | Giappone                                                                | 2 – 2                                                                   | Cina                                                                    | Coppa dell'Asia orientale 2005                                          | -2                                                                      | cap.                                                                    |
| 7-9-2005                                                                | Rifu                                                                    | Giappone                                                                | 5 – 4                                                                   | Honduras                                                                | Amichevole                                                              | -4                                                                      |                                                                         |
| 1-6-2007                                                                | Shizuoka                                                                | Giappone                                                                | 2 – 0                                                                   | Montenegro                                                              | Amichevole                                                              | -                                                                       |                                                                         |
| 30-1-2008                                                               | Shizuoka                                                                | Giappone                                                                | 3 – 0                                                                   | Bosnia ed Erzegovina                                                    | Amichevole                                                              | -                                                                       |                                                                         |
| 20-2-2008                                                               | Chongqing                                                               | Cina                                                                    | 0 – 1                                                                   | Giappone                                                                | Coppa dell'Asia orientale 2008                                          | -                                                                       |                                                                         |
| 24-5-2008                                                               | Toyota                                                                  | Giappone                                                                | 1 – 0                                                                   | Costa d'Avorio                                                          | Amichevole                                                              | -                                                                       |                                                                         |
| 27-5-2008                                                               | Saitama                                                                 | Giappone                                                                | 0 – 0                                                                   | Paraguay                                                                | Amichevole                                                              | -                                                                       |                                                                         |
| 2-6-2008                                                                | Yokohama                                                                | Giappone                                                                | 3 – 0                                                                   | Oman                                                                    | Qual. Mondiali 2010                                                     | -                                                                       |                                                                         |
| 7-6-2008                                                                | Mascate                                                                 | Oman                                                                    | 1 – 1                                                                   | Giappone                                                                | Qual. Mondiali 2010                                                     | -1                                                                      |                                                                         |
| 14-6-2008                                                               | Bangkok                                                                 | Thailandia                                                              | 0 – 3                                                                   | Giappone                                                                | Qual. Mondiali 2010                                                     | -                                                                       |                                                                         |
| 22-6-2008                                                               | Saitama                                                                 | Giappone                                                                | 1 – 0                                                                   | Bahrein                                                                 | Qual. Mondiali 2010                                                     | -                                                                       |                                                                         |
| 20-8-2008                                                               | Sapporo                                                                 | Giappone                                                                | 1 – 3                                                                   | Uruguay                                                                 | Amichevole                                                              | -3                                                                      |                                                                         |
| 6-9-2008                                                                | Manama                                                                  | Bahrein                                                                 | 2 – 3                                                                   | Giappone                                                                | Qual. Mondiali 2010                                                     | -2                                                                      |                                                                         |
| 9-10-2008                                                               | Tokyo                                                                   | Giappone                                                                | 1 – 1                                                                   | Emirati Arabi Uniti                                                     | Amichevole                                                              | -1                                                                      |                                                                         |
| 15-10-2008                                                              | Saitama                                                                 | Giappone                                                                | 1 – 1                                                                   | Uzbekistan                                                              | Qual. Mondiali 2010                                                     | -1                                                                      |                                                                         |
| 28-3-2009                                                               | Saitama                                                                 | Giappone                                                                | 1 – 0                                                                   | Bahrein                                                                 | Qual. Mondiali 2010                                                     | -                                                                       |                                                                         |
| 27-5-2009                                                               | Osaka                                                                   | Giappone                                                                | 4 – 0                                                                   | Cile                                                                    | Amichevole                                                              | -                                                                       |                                                                         |
| 31-5-2009                                                               | Tokyo                                                                   | Giappone                                                                | 4 – 0                                                                   | Belgio                                                                  | Amichevole                                                              | -                                                                       |                                                                         |
| 6-6-2009                                                                | Tashkent                                                                | Uzbekistan                                                              | 0 – 1                                                                   | Giappone                                                                | Qual. Mondiali 2010                                                     | -                                                                       |                                                                         |
| 10-6-2009                                                               | Yokohama                                                                | Giappone                                                                | 1 – 1                                                                   | Qatar                                                                   | Qual. Mondiali 2010                                                     | -1                                                                      |                                                                         |
| 17-6-2009                                                               | Melbourne                                                               | Australia                                                               | 2 – 1                                                                   | Giappone                                                                | Qual. Mondiali 2010                                                     | -2                                                                      | cap.                                                                    |
| 2-2-2010                                                                | Oita                                                                    | Giappone                                                                | 0 – 0                                                                   | Venezuela                                                               | Amichevole                                                              | -                                                                       |                                                                         |
| 6-2-2010                                                                | Tokyo                                                                   | Giappone                                                                | 0 – 0                                                                   | Cina                                                                    | Coppa dell'Asia orientale 2010                                          | -                                                                       |                                                                         |
| 11-2-2010                                                               | Tokyo                                                                   | Giappone                                                                | 3 – 0                                                                   | Hong Kong                                                               | Coppa dell'Asia orientale 2010                                          | -                                                                       |                                                                         |
| 14-2-2010                                                               | Tokyo                                                                   | Giappone                                                                | 1 – 3                                                                   | Corea del Sud                                                           | Coppa dell'Asia orientale 2010                                          | -3                                                                      |                                                                         |
| 3-3-2010                                                                | Toyota                                                                  | Giappone                                                                | 2 – 0                                                                   | Bahrein                                                                 | Qual. Coppa d'Asia 2011                                                 | -                                                                       |                                                                         |
| 7-4-2010                                                                | Osaka                                                                   | Giappone                                                                | 0 – 3                                                                   | Serbia                                                                  | Amichevole                                                              | -3                                                                      |                                                                         |
| 24-5-2010                                                               | Saitama                                                                 | Giappone                                                                | 0 – 2                                                                   | Corea del Sud                                                           | Amichevole                                                              | -2                                                                      | 90+1’                                                                   |
| 7-9-2010                                                                | Osaka                                                                   | Giappone                                                                | 2 – 1                                                                   | Guatemala                                                               | Amichevole                                                              | -1                                                                      | cap.                                                                    |
| Totale                                                                  |                                                                         | Presenze (19º posto)                                                    | 77                                                                      |                                                                         | Reti                                                                    | -76                                                                     |                                                                         |

| Cronologia completa delle presenze e delle reti in nazionale ― Giappone Olimpica | Cronologia completa delle presenze e delle reti in nazionale ― Giappone Olimpica | Cronologia completa delle presenze e delle reti in nazionale ― Giappone Olimpica | Cronologia completa delle presenze e delle reti in nazionale ― Giappone Olimpica | Cronologia completa delle presenze e delle reti in nazionale ― Giappone Olimpica | Cronologia completa delle presenze e delle reti in nazionale ― Giappone Olimpica | Cronologia completa delle presenze e delle reti in nazionale ― Giappone Olimpica | Cronologia completa delle presenze e delle reti in nazionale ― Giappone Olimpica |
| Data                                                                             | Città                                                                            | In casa                                                                          | Risultato                                                                        | Ospiti                                                                           | Competizione                                                                     | Reti                                                                             | Note                                                                             |
| -------------------------------------------------------------------------------- | -------------------------------------------------------------------------------- | -------------------------------------------------------------------------------- | -------------------------------------------------------------------------------- | -------------------------------------------------------------------------------- | -------------------------------------------------------------------------------- | -------------------------------------------------------------------------------- | -------------------------------------------------------------------------------- |
| 14-9-2000                                                                        | Canberra                                                                         | Sudafrica                                                                        | 1 – 2                                                                            | Giappone                                                                         | Olimpiadi 2000 - 1º turno                                                        | -1                                                                               |                                                                                  |
| 17-9-2000                                                                        | Canberra                                                                         | Slovacchia                                                                       | 1 – 2                                                                            | Giappone                                                                         | Olimpiadi 2000 - 1º turno                                                        | -1                                                                               |                                                                                  |
| 20-9-2000                                                                        | Brisbane                                                                         | Brasile                                                                          | 1 – 0                                                                            | Giappone                                                                         | Olimpiadi 2000 - 1º turno                                                        | -1                                                                               |                                                                                  |
| 23-9-2000                                                                        | Adelaide                                                                         | Stati Uniti                                                                      | 2 – 2 dts (5 – 4 dtr)                                                            | Giappone                                                                         | Olimpiadi 2000 - Quarti di finale                                                | -2                                                                               |                                                                                  |
| Totale                                                                           |                                                                                  | Presenze                                                                         | 4                                                                                |                                                                                  | Reti                                                                             | -5                                                                               |                                                                                  |

## Palmarès

### Club

#### Competizioni nazionali
- Coppa dell'Imperatore: 1

Yokohama Flügels: 1998
Nagoya Grampus: 1999
- Campionato giapponese: 1

Nagoya Grampus: 2010
- Supercoppa del Giappone: 1

Nagoya Grampus: 2011

#### Competizioni internazionali
- Supercoppa d'Asia: 1

Yokohama Flügels: 1995

### Nazionale
- Coppa d'Asia: 1

2004

### Individuale
- Squadra del campionato giapponese: 6

1996, 1998, 2003, 2008, 2010, 2011
- Miglior giocatore del campionato giapponese: 1

2010

## Filmografia

### Cinema
- 2012 - Detective Conan: L'undicesimo attaccante - sé stesso (voce)